# Рарецкий, Владислав Викторович
Владисла́в Ви́кторович Раре́цкий (род. 1 апреля 1993, Дзержинск) — российский парафутболист, голкипер паралимпийской сборной России. Чемпион Паралимпийских игр 2012 по футболу 7×7, чемпион мира, заслуженный мастер спорта России.
Участник Эстафеты Паралимпийского огня «Сочи 2014» в Нижнем Новгороде.

## Награды
- Орден Дружбы (10 сентября 2012) — за большой вклад в развитие физической культуры и спорта, высокие спортивные достижения на XIV Паралимпийских летних играх 2012 года в городе Лондоне (Великобритания)[2].
- Заслуженный мастер спорта России (2012)[3].